# Аминьево
Ами́ньево — бывшее село к западу от Москвы, вошедшее в состав города в 1960 году. Ныне эта территория относится к району «Очаково-Матвеевское». Ни одного строения от бывшего села не сохранилось.

## Происхождение названия
Своё название Аминьево получило по прозвищу первого владельца деревни — Аминя, боярина, служившего московскому князю Симеону Гордому. Об этом боярине известно немного, сохранилась всего одна запись в летописи. В 1348 году литовский князь Ольгерд послал своего младшего брата Корьяда в Орду к хану Чанибеку с наветами на московского князя и просил военной помощи для похода на Москву. Князь Симеон Гордый, как сообщает летопись, «погадав со своею братиею и с бояры и посла в Орду Фёдора Глебовича, да Аминя, да Фёдора Шубачева ко царю (хану) жаловатися на Ольгерда». Для успешного исполнения такого посольства нужны были люди умные и решительные, такими и оказались послы Симеона: в результате хан не только отказал литовцам в войске, но и «выдал головой» Корьяда со всей его дружиной московскому князю. Аминь с товарищами привезли литовцев в Москву. А Ольгерд «прислал послы ко Князю Великому за своего брата и за его дружину со многими дары, просяще мира и живота всей братии и многое серебро отложил».
Вероятно, Аминь не имя, а прозвище человека, которое он, скорее всего, получил оттого, что часто в речи употреблял это слово. Такой способ образования прозвища является достаточно распространённым.

## История
Село Аминьево возникло предположительно в конце XIV века на реке Сетунь при впадении в неё речки Навершки. В это время в нём были 4 двора, имелась деревянная церковь Успения Богородицы и называлось оно сельцом.
Впервые упоминается в 1550 году, как село Аминево: «доправити … с троецких сёл людей, с сохи по два человека, и выслати их в село в Аминево делати царёв и великого князя пруд». Затем упоминание о селе встречается в 1572 году, в завещании Ивана Грозного среди сёл, которые планировалось отдать его старшему сыну. В следующий раз упоминание о селе встречается только в 1627 году, когда оно находилось в собственности князя Василия Ивановича Туренина. Далее, после его смерти, село переходит во владение воспитателя царя Алексея Михайловича — Бориса Ивановича Морозова. В 1641 году боярин Морозов построил здесь новую деревянную церковь, а количество дворов увеличилось до 11.
В 1646 году село переходит во владение патриарха Иосифа, а после упразднения патриаршества село переходит в собственность Синода. По данным переписи 1704 года, в Аминьеве было 19 дворов, с населением в 51 душу. По данным 1804 года в селе насчитывалось 23 двора и 199 жителей, а само оно значилось в ведомстве государственных имуществ.
В 1884 году в селе своя водяная мельница, питейный дом (чайная) и земская начальная школа, 61 крестьянский двор, а проживало 199 душ мужского и женского пола. Через село проходила торговая дорога, соединяющая Смоленский и Боровский тракты, позднее получившая имя Аминьевское шоссе.
На другом берегу Сетуни также существовало село Аминьево-Выселки.

### При Советской власти
После Октябрьской революции село продолжало расти. В 1930-е годы здесь уже 105 крестьянских дворов, свой сельсовет, школа, детский сад, изба-читальня, часовня с колокольней, кузница.
При советской власти в селе был образован Колхоз имени Сталина. Создаётся молочная ферма и тепличное хозяйство. Вместе с селом Волынским оно вошло в состав Москвы в 1960 году, а в 1970-м началось массовое жилищное строительство.
Ко времени сноса в селе насчитывалось 143 дома, был свой клуб, две школы (начальная и семилетняя), магазин. Протяжённость главной улицы (теперь Аминьевское шоссе) составляла более 1,5 км.

### В XXI веке
Сейчас о бывшей деревне напоминают названия — Аминьевское шоссе, Аминьевский мост через реку Сетунь, железнодорожная платформа Аминьевская, станция метро Аминьевская и автобусная остановка «Аминьево» на Верейской улице.